# Valdelagua del Cerro
Valdelagua del Cerro è un comune spagnolo di 20 abitanti situato nella comunità autonoma di Castiglia e León.